# 松井博和
松井 博和（まつい ひろかず、1949年7月26日 - ）は、日本の農学博士。北海道大学農学部名誉教授。北海道上富良野町出身。

## 人物略歴
北海道大学大学院農学研究院長・農学院長・農学部長や日本応用糖質科学会会長などを務めた。専門は、応用生物化学、酵素化学。特に糖質関連酵素を用いた機能性オリゴ糖の合成研究で日本の第一人者。
分子間反応を触媒とする異性化酵素の1つ、セロビオース2-エピメラーゼの分離・精製に世界で初めて成功した。また、ラクトースにこの酵素を作用させ、新しい機能性オリゴ糖・エピラクトースを合成した。
研究以外では、北海道遺伝子組換え作物の栽培実施および交雑防止委員会の座長等を務め、日本初のGM条例策定を先導した。科学技術の理解増進、教育の在り方などをテーマとした小中高生への講演も多い。
出身である富良野地区（1市3町1村）の「ふらのふるさと大使」を委嘱されている。
2025年現在、一般社団法人 札幌農学同窓会 理事長ほか、一般社団法人 新渡戸遠友リビングラボの特別顧問を務めている。
上記等の業績により、北海道功労賞を授与される（2024年9月）。

## 人物略年譜
- 1968年03月 - 北海道富良野高等学校卒業
- 1972年03月 - 北海道大学農学部卒業
- 1974年03月 - 北海道大学大学院農学研究科農芸化学専攻修士課程修了
- 1976年07月 - 北海道大学大学院農学研究科農芸化学専攻博士課程中退
- 1976年08月 - 北海道大学農学部農芸化学科助手
- 1984年12月 - 農学博士（北海道大学）
- 1986年03月 ‐ 1987年8月 - 米国アルバート・アインシュタイン医科大学客員研究員
- 1992年04月 - 北海道大学農学部生物機能科学科助教授
- 1999年04月 - 北海道大学大学院農学研究科応用生命科学専攻教授
- 2003年 - 　　 北海道大学評議員、教育研究評議員、知的財産本部副本部長、生涯学習計画研究部長、副農学部長、副農学研究院長など
- 2011年04月 - 北海道大学農学研究院長、農学院長 、農学部長
- 2013年03月 - 北海道大学名誉教授
- 2013年04月 ‐ 2018年3月　酪農学園大学特任教授
- 2014年06月 - 株式会社道銀地域総合研究所顧問、株式会社エルシックス顧問
- 2016年06月 ‐ 株式会社有我工業所特別顧問、株式会社アリガプランニング特別顧問
- 2017年03月 ‐ 一般社団法人札幌農学同窓会理事長
- 2019年12月 - 一般社団法人HAL財団理事
- 2020年02月 - 一般社団法人新渡戸稲造と札幌遠友夜学校を考える会理事長
- 2024年01月 - 一般社団法人新渡戸遠友リビングラボ特別顧問

## 主な受賞歴
- 1990年03月 ‐ 農芸化学奨励賞（日本農芸化学会)「酸性α-グルコシダーゼの活性部位に関する反応速度論的研究」
- 2004年03月 ‐ 日本応用糖質科学会賞（日本応用糖質科学会）「植物のデンプン生合成関連酵素の酵素化学的研究」
- 2013年04月 ‐ 文部科学大臣表彰科学技術賞（理解増進部門）「遺伝子組換え技術の理解増進と青少年への普及啓発」
- 2015年04月 ‐ 日本農芸化学会フェロー(日本農芸化学会)
- 2018年04月 ‐ 日本農学賞（日本農学会）「オリゴ糖生産酵素の基盤的研究」
- 2018年04月 ‐ 読売農学賞（読売新聞社）「オリゴ糖生産酵素の基盤的研究」
- 2024年09月 ‐ 北海道功労賞

## 主な著作物
- 「酸性α-グルコシダーゼの活性部位に関する反応速度論的研究」 農芸化学会誌64巻 p1715-1721 1990年
- 「酸性フォスターゼの特性と遺伝子解析」（水環境の工学と再利用：浅野孝、丹保憲仁監修、五十嵐敏文、渡辺義公編者）北海道大学図書刊行会 1999年 共著
- 「デンプンの生合成」（バイオミメティックスハンドブック：長田義仁編集代表） エヌ・ティー・エス 2000年
- 「グルコアミラーゼ」「α-グルコシダーゼ」（澱粉科学の事典：不破英次、小巻利章、檜作進、貝沼圭二編集） 朝倉書店 2003年
- 「Studies on Functional Analysis of Plant Starch Biosynthetic Enzymes」 Journal of Applied Glycoscience 52巻 p35-43 2005年
- 「北海道における遺伝子組換え作物栽培条例にみる合意形成」化学と生物 44巻 p413-419 2006年
- 「北海道遺伝子組換え作物に関する条例の背景と経緯」遺伝 エヌティー出版 p34-36 2006年
- 「遺伝子組換え作物とどう向き合うか」（食の安全は北海道から II：酪農学園大学・コープさっぽろ寄附講座運営委員会）中西出版 2010年
- 「エピラクトース」（オリゴ糖の製法開発と食品への応用、早川幸男、中久喜輝夫編集）(株)シーエムシー出版 2012年 共著

## 学会等委員歴
- 日本応用糖質科学会[注 1]、編集副委員長｜1996年 ‐ 2004年[3]
- 日本応用糖質科学会、評議員｜1997年[3]
- 澱粉研究懇談会[注 2]、運営委員｜1999年[3]
- 糖質科学懇和会[注 3]、会長｜1997年 ‐ 2003年[3]
- 日本応用糖質科学会、理事 ｜1998年 ‐ 2002年[3]
- 日本農芸化学会、「化学と生物」企画委員、学術活動強化委員、代議員｜2001年[3]
- 日本応用糖質科学会、北海道支部長 ｜2002年[3]
- 日本応用糖質科学会、編集委員長 ｜日本応用糖質科学会、編集委員長｜2004年[3]
- 北海道遺伝子組換え作物検討会座長｜2004年 ‐ 2005年
- 日本応用糖質科学会会長｜2010年 ‐ 2013年
- 日本農芸化学会理事・支部長｜2011年 ‐ 2013年
- 全道産学官ネットワーク推進協議会会長｜2017年 ‐
- 文部科学省、農林水産省、科学技術振興機構、国立大学等の各種評価委員や審議委員